# Diocesi di Conana
La diocesi di Conana (in latino Dioecesis Conanensis) è una sede soppressa e sede titolare della Chiesa cattolica.

## Storia
Conana, identificabile con Gönen nell'odierna Turchia, è un'antica sede episcopale della provincia romana della Pisidia nella diocesi civile di Asia. Faceva parte del patriarcato di Costantinopoli ed era suffraganea dell'arcidiocesi di Antiochia.
La diocesi è documentata nelle Notitiae Episcopatuum del patriarcato di Costantinopoli dal IX al XII secolo, ad eccezione della più antica Notitia, attribuita allo pseudo-Epifanio (VII secolo).
Di questa sede, sconosciuta a Michel Le Quien, autore dell'opera Oriens Christianus, sono noti due vescovi: Cosma, che partecipò al concilio di Costantinopoli del 680; e Costantino, presente al secondo concilio di Nicea del 787. A questa sede, Vitalien Laurent aggiunge altri due vescovi, Teodosio e Giovanni, i cui sigilli sono databili tra X e XII secolo; l'attribuzione della sede del vescovo Teodosio è tuttavia controversa.
Gli editori degli Acta Conciliorum Oecumenicorum hanno attribuito il vescovo Protimio, che prese parte al concilio di Efeso del 431, alla diocesi di Comana Pontica. Studi successivi sulle lezioni dei diversi manoscritti hanno corretto Comana in Conana, diocesi della Pisidia.
Dal XVII secolo Conana è annoverata tra le sedi vescovili titolari della Chiesa cattolica; la sede è vacante dal 15 novembre 1966.

## Cronotassi

### Vescovi greci
- Protimio ? † (menzionato nel 431)
- Cosma † (menzionato nel 680)
- Costantino † (menzionato nel 787)
- Teodosio ? † (X/XI secolo)
- Giovanni † (XI/XII secolo)

### Vescovi titolari
- Charles Maigrot, M.E.P. † (22 ottobre 1696 - 28 febbraio 1730 deceduto)[7]
- Eugène Joseph Hubert Lebouille, C.M. † (16 luglio 1928 - 11 aprile 1946 nominato vescovo di Yongping)
- Anselmo Pietrulla, O.F.M. † (13 dicembre 1947 - 18 giugno 1949 nominato vescovo di Campina Grande)
- Štefan Barnaš † (25 ottobre 1949 - 16 aprile 1964 deceduto)
- Firmin Martin Schmidt, O.F.M.Cap. † (6 luglio 1965 - 15 novembre 1966 nominato vescovo di Mendi)